# ريان لوكاس (لاعب كرة قدم كندية)
ريان لوكاس هو لاعب كرة قدم كندية كندي، ولد في 23 أكتوبر 1984 في فانكوفر في كندا.